# キーラン・ティアニー
キーラン・ティアニー（Kieran Tierney, 1997年6月5日 - ）は、イギリス王室属領マン島・ダグラス出身のサッカー選手。スコティッシュ・プレミアシップ・セルティックFC所属。ポジションはディフェンダー（LSB）。スコットランド代表。

## 経歴

### クラブ
王室属領マン島のダグラス出身。セルティックFCユースチームを経て、2014年2月14日、セルティックFCとプロ契約を締結した。
2019年8月8日、アーセナルFCと長期契約を締結したことが発表された。移籍金は2500万ポンドで5年契約と報じられた。移籍当初はホームシックに苦しむも。2019年9月24日、EFLカップのノッティンガム・フォレスト戦でアーセナルデビューを果たした。2020年7月26日、プレミアリーグのワトフォード戦でアーセナル移籍後初ゴールを決めた。2019-20シーズンは開幕当初、そして中盤戦は負傷に苦しんだが、復帰以降はコンスタントに出場。アーセナルにとって重要な戦力となった。
2021年6月25日、アーセナルと長期の契約延長を締結したことが公式発表された。報道によると契約期間は5年。2022年3月31日、代表戦から復帰後の練習で膝に違和感を覚えたため検査をしたところ左膝を損傷していることが判明。手術を要する大怪我で2021-22シーズン残りを欠場することが発表された。
2022-23シーズンは、オレクサンドル・ジンチェンコ加入の影響で出場機会が減少。公式戦36試合に出場したものの、リーグ戦の先発起用は6試合にとどまった。
2023年8月27日、レアル・ソシエダに1シーズンのローン移籍することが公式発表された。
2024-25シーズンは、構想外であったもののEURO2024でハムストリングに大怪我を負い夏の移籍期間も負傷中であったためアーセナルに残留することとなった。2024年11月26日のCLスポルティングCP戦でベンチ復帰し、12月18日のEFLカップクリスタル・パレスFC戦で約6ヶ月ぶりに実戦復帰を果たした。2025年2月10日、契約満了半年をきったため他クラブと自由交渉可能な状態であったが、古巣セルティックが中間財務報告書のなかでティアニーと事前契約を締結したことを明かした。同年6月4日、6月30日をもって契約満了によりアーセナルを退団することが公式発表された。
2025年6月10日、事前契約どおり古巣であるセルティックに5年契約で復帰することが公式発表された。

### 代表
U-19スコットランド代表を経て、2016年3月29日、デンマーク戦でA代表デビューを果たした。2021年5月19日、UEFA EURO 2020に向けた代表メンバーに招集された。EURO2020では、初戦のチェコ戦で試合前に急遽負傷による欠場が発表されたが、その後のイングランド戦、クロアチア戦では先発フル出場した。
2024年6月7日、EURO2024に向けた代表メンバーに招集された。同大会では開幕戦となるドイツ代表戦、スイス代表戦と二戦連続で先発出場したが、スイス戦において左ハムストリングを負傷し代表メンバーから離脱となった。

## 人物・エピソード
セルティックの下部組織時代の10歳の頃に、当時トップチームでプレーしていた元日本代表の中村俊輔からもらったスパイクが宝物であると述べている。また初めて観戦したオールドファームは2008年4月16日の試合で、中村が約30メートルのゴールを決めている。
レアル・ソシエダでは日本代表の久保建英と同僚になったが、ティアニーと久保はサン・セバスティアン内の同じ通りに住んでいた。

## 個人成績

### クラブ
| クラブ       | シーズン  | リーグ                   | リーグ戦 | リーグ戦 | カップ戦 | カップ戦 | リーグ杯 | リーグ杯 | 国際大会 | 国際大会 | その他 | その他 | 合計 | 合計 |
| クラブ       | シーズン  | リーグ                   | 出場     | 得点     | 出場     | 得点     | 出場     | 得点     | 出場     | 得点     | 出場   | 得点   | 出場 | 得点 |
| ------------ | --------- | ------------------------ | -------- | -------- | -------- | -------- | -------- | -------- | -------- | -------- | ------ | ------ | ---- | ---- |
| セルティック | 2014-15   | スコティッシュ・プレミア | 2        | 0        | 0        | 0        | 0        | 0        | 0        | 0        | 0      | 0      | 2    | 0    |
| セルティック | 2015-16   | スコティッシュ・プレミア | 23       | 1        | 4        | 0        | 2        | 0        | 4        | 0        | 0      | 0      | 33   | 1    |
| セルティック | 2016-17   | スコティッシュ・プレミア | 24       | 1        | 5        | 1        | 2        | 0        | 9        | 0        | 0      | 0      | 40   | 2    |
| セルティック | 2017-18   | スコティッシュ・プレミア | 32       | 3        | 5        | 0        | 4        | 1        | 14       | 0        | 0      | 0      | 55   | 4    |
| セルティック | 2018-19   | スコティッシュ・プレミア | 21       | 0        | 2        | 0        | 3        | 0        | 14       | 1        | 0      | 0      | 40   | 1    |
| セルティック | 通算      | 通算                     | 102      | 5        | 16       | 1        | 11       | 1        | 41       | 1        | 0      | 0      | 170  | 8    |
| アーセナル   | 2019-20   | プレミアリーグ           | 15       | 1        | 3        | 0        | 2        | 0        | 4        | 0        | 0      | 0      | 24   | 1    |
| アーセナル   | 2020-21   | プレミアリーグ           | 27       | 1        | 1        | 0        | 0        | 0        | 9        | 1        | 1      | 0      | 38   | 2    |
| アーセナル   | 2021-22   | プレミアリーグ           | 22       | 1        | 1        | 0        | 2        | 0        | 0        | 0        | 4      | 0      | 29   | 1    |
| アーセナル   | 2022-2023 | プレミアリーグ           | 27       | 0        | 2        | 0        | 1        | 0        | 6        | 1        | 3      | 0      | 39   | 1    |
| 通算         | 通算      | 91                       | 3        | 7        | 0        | 5        | 0        | 19       | 2        | 8        | 0      | 121    | 5    | 5    |
| 総通算       | 総通算    | 総通算                   | 193      | 8        | 24       | 1        | 16       | 1        | 60       | 3        | 4      | 0      | 271  | 13   |

### 代表
- 国際Aマッチ 32試合 1得点

| スコットランド代表 | 国際Aマッチ | 国際Aマッチ |
| 年                 | 出場        | 得点        |
| ------------------ | ----------- | ----------- |
| 2016               | 2           | 0           |
| 2017               | 7           | 0           |
| 2018               | 3           | 0           |
| 2020               | 4           | 0           |
| 2021               | 7           | 0           |
| 2022               | 5           | 1           |
| 2023               | 4           | 0           |
| 通算               | 32          | 1           |

#### 代表での得点
| # | 開催日        | 開催地                       | 対戦国     | スコア | 結果 | 大会     |
| - | ------------- | ---------------------------- | ---------- | ------ | ---- | -------- |
| 1 | 2022年3月24日 | グラスゴー、ハムデン・パーク | ポーランド | 1-0    | 1-1  | 親善試合 |

## タイトル

### クラブ
セルティックFC
- スコティッシュリーグカップ : 2016-17, 2017-18
- スコティッシュ・プレミアシップ : 2015-16, 2016-17, 2017-18
- スコティッシュカップ : 2016-17, 2017-18

アーセナルFC
- FAカップ : 2019-20
- FAコミュニティ・シールド :2回 (2020, 2023)

### 個人
- PFAS年間最優秀若手選手賞 2015-16, 2016-17
- PFAS年間ベストイレブン 2015-16, 2016-17
- SFWA年間最優秀若手選手賞 2015-16, 2016-17
- スコティッシュ・プレミアシップ月間最優秀選手賞 2017年10月